# Helmer Rosting
Helmer Rostgaard Rosting (* 8. Juli 1893 in Thisted als Helmer Rostgaard Gommesen Rosting; † 28. Juni 1945 in Kopenhagen) war ein dänischer Theologe, Diplomat, Hoher Kommissar in der Freien Stadt Danzig (1932–1933) und Direktor des Dänischen Roten Kreuzes (1939–1945).

## Leben

### Erste Jahre
Nach dem Schulabschluss 1910 in Randers studierte Helmer Rosting Theologie, Magisterexamen 1917. Noch während des Ersten Weltkriegs ging er für das Rote Kreuz nach Frankreich und arbeitete in Kriegsgefangenenlagern. 1927 heiratete er die schwedische Komtess Agnete Elisabeth Hamilton (1903–1967).

### Völkerbund
Von dort wechselte er 1920 nach Genf und wurde als erster Däne Mitarbeiter im Sekretariat des Völkerbundes, erst in der Abteilung für den Schutz nationaler Minderheiten, ab 1924 im Büro für Völkerbundsmandate. Dessen Leitung übernahm er 1930. Durch den plötzlichen Tod von Manfredi Gravina wurde Rosting interimistisch Hoher Kommissar in der Freien Stadt Danzig, bis ihn Seán Lester ablöste. Seine Vermittlungsarbeit zwischen deutschen und polnischen Interessen in Danzig fand Anerkennung. Doch scheint Rosting sich in dieser Zeit von parlamentarisch-demokratischen Vorstellungen abgewandt zu haben. Er kehrte zunächst nach Genf zurück, entwickelte sich jedoch zu einem Kritiker des Völkerbundes und nahm 1936 seinen Abschied. Es folgte eine kurze Episode als Abteilungsleiter im dänischen Außenministerium. 

### Rotes Kreuz
1937 ließ er sich vom Roten Kreuz in das vom Bürgerkrieg gebeutelte Spanien entsenden. Gleichzeitig warb er für einen Austritt seines Heimatlandes aus dem Völkerbund. Mit Ausbruch des Zweiten Weltkriegs wurde er Direktor des Rot-Kreuz-Büros für Auslandsfragen und Kriegsgefangenenhilfe. Erste Aufgaben ergaben sich durch den Winterkrieg in Finnland und die Kämpfe um Norwegen. 
Im Sommer 1940 zeigte Rosting deutliche Sympathien für NS-Deutschland und befürwortete eine entsprechende Umbildung der dänischen Regierung. Er trat zwar nicht der DNSAP bei, wurde jedoch intern als Kandidat für einen Ministerposten in einer Marionettenregierung gehandelt, 1940 als Außen-, 1942 als Kirchenminister. Auch versuchte er 1943 über Helga von Schalburg, Witwe Christian Frederik von Schalburgs, Prinz Knud dazu zu bewegen, auf König Christian X. einzuwirken, nationalsozialistische Minister in die Regierung aufzunehmen.
Seine Amtsführung als Direktor des Roten Kreuzes blieb nicht unberührt von seiner deutschfreundlichen Haltung. Die Organisation weigerte sich bis 1943, verfolgten Juden in Europa nennenswerte Hilfe zu leisten. Als dänische Kommunisten Ende 1943 in das KZ Stutthof verschleppt wurden, sperrte sich Rosting dagegen, wöchentliche Versendungen von Kleidungs- und Lebensmittelpaketen zu organisieren, mit dem Argument, die Gefangenen in Stutthof dürften nicht besser behandelt werden als andere in Deutschland internierte Dänen. Er äußerte auch Bedenken, den Paketen für das Ghetto Theresienstadt heimlich Vitaminpräparate beizulegen, weil die deutschen Vorschriften Medizin- und Lebensmittelsendungen ausschlossen. Erst als Professor Richard Ege, ein in der humanitären Hilfsarbeit engagierter Physiologe, die Argumentationslinie vorgab, Vitamine seien weder Medizin noch Nahrung, gab Rosting nach. Im September 1943 bot er dem Reichsbevollmächtigten Werner Best an, die dänischen Juden zu internieren; im Gegenzug sollten die Deutschen die dänischen Soldaten abziehen lassen, die seit dem Rücktrittsbegehren der Regierung 
Scavenius am 29. August in den Kasernen interniert waren. Dann könne man mit einer Deportation der Juden in den Osten drohen, wenn in Dänemark weiterhin Sabotageakte verübt werden sollten.
Mit der Befreiung Dänemarks von der deutschen Besatzung 1945 wurde Rosting am 6. Mai von einer Widerstandsgruppe inhaftiert. Nach einem Verhör wurde er freigelassen, aber schon am folgenden Tag von einer anderen Einheit erneut festgenommen. Er erlitt in der Folge einen Nervenzusammenbruch und wurde in einem Kopenhagener Krankenhaus behandelt. Wenig später nahm er sich das Leben.
Der Verdacht, Rosting sei an einem deutschen Spionage-Netzwerk beteiligt gewesen, hat sich bislang nicht erhärtet.

## Werke
- Protection of minorities by the League of Nations, Genf 1922
- Mindretals-Problemer i Europa, Kopenhagen 1938
- Røde Kors i Krig og Fred, Kopenhagen 1942